# بلدات النمسا المسورة

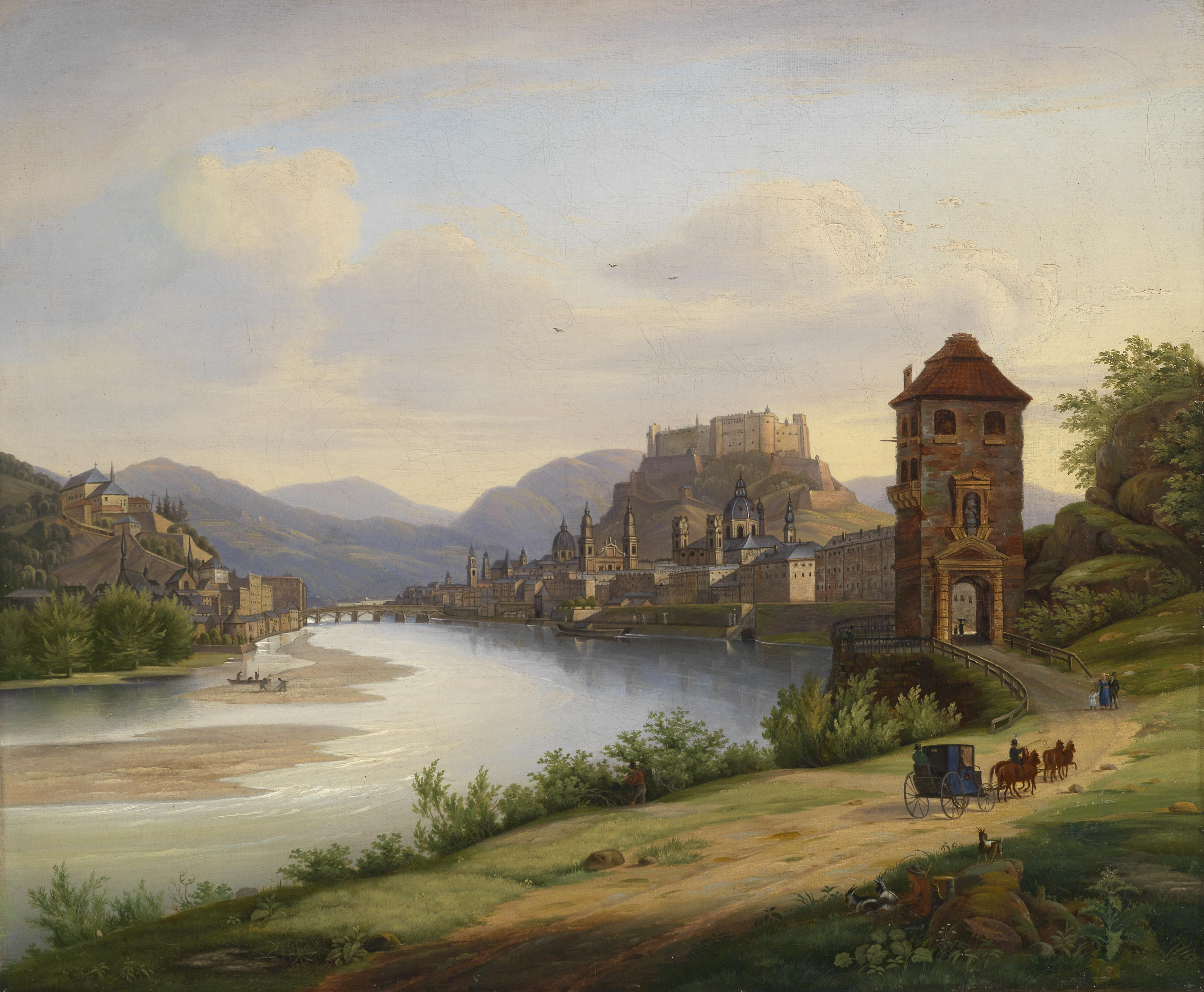
برج مراقبة في سالزبورغ

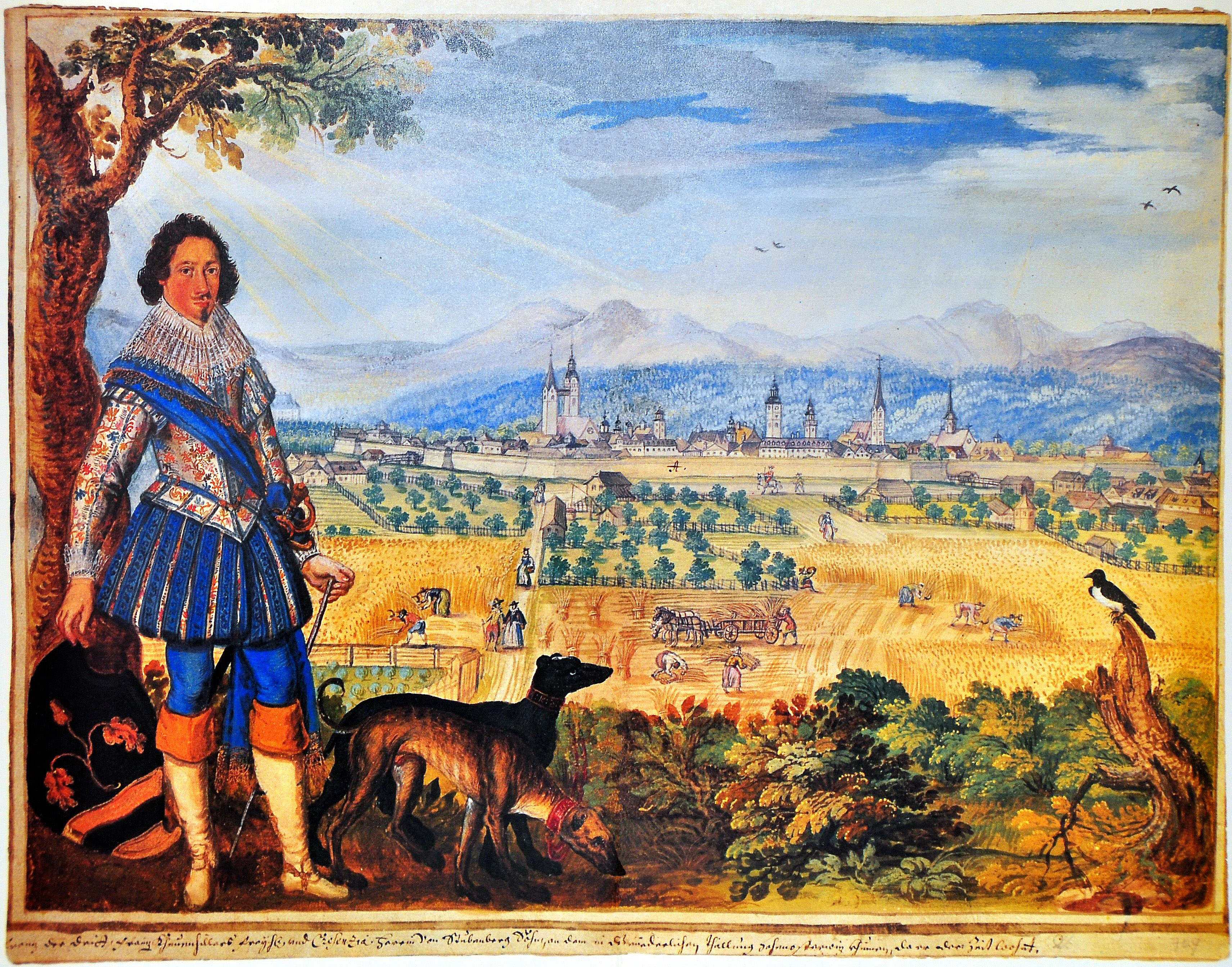
أسوار كلاغنفورت

بدأت بلدات النمسا المسوّرة بالظهور في القرن الحادي عشر. ارتبط إنشاء تلك البلدات بصورة وثيقة بتطوير النمسا كزحف للإمبراطورية الرومانية المقدسة وبصورة خاصة من قبل أباطرة ستافينبرغ ولورداتهم الزاحفون، البانبيرغ. في نمسا العصر الحالي، يوجد 106 مدينة أو بلدة سُوّرت. نجت أسوار رادتشادت وفرايبورغ وهانيبورغ ودروسيندورف بصورة كاملة، وتملك النمسا إحدى أكثر البلدات المسوّرة إبهارًا في أوروبا.
طُمست معالم دفاعات مدن وبلدات أخرى مثل فيينا وسالزبورغ وسانت بولتن. في النمسا، كان إجراء الحصول على وضع مدني أو كما يُسمى باللغة الألمانية شتادت بسيطًا نسبيًا. بدايةً، يرفع لورد محلي أو مسؤول وزاري عريضةً من أجل حقوق السوق. عند تلك النقطة، يرسم مسّاح حدود البلدة وتُحاط بضفة ترابية يعتليها سياج مجهز بأوتاد خشبية عمودية. عادةً ما تُبنى بوابة حجرية لتحصيل الاستحقاقات الجمركية من التجار القادمين إلى السوق. عندما تحصل البلدة على ميثاق أو وضع إداري، يُبنى في أغلب الحالات سور حولها وتُزود بالمؤن والتمويل لبناء السور

## أنواع أسوار البلدات والشكل الخارجي

### بلدات مجهزة بتحصينات رومانية
تتضمن هذه البلدات، بلدات بدفاعات رومانية أعيد تحصينها في القرنين الثاني عشر والثالث عشر والتي تشكل جزءًا من الليمس الروماني والتي تقع إلى جنوب الدانوب. تتضمن هذه الدفاعات الحصون المساعدة للسلالة الفلافية (نهايات القرن الأول) في ماوتيرن وتيرسماويه وتولن ومن المحتمل في بوشلارن وحصن الفيلق في فيينا.
في تيرسماويه، تتشابه الدفاعات القروسطية بصورة مطابقة تقريبًا مع الحصن المستطيل، بينما في ماوتيرن تطابق الأسوار الحصن المساعد ومع التوسعة في القرن الثالث إلى الشمال. ولكن في تولن وفيينا، كانت المنطقة المسوّرة القروسطية أكبر من الحصن الروماني. اشتركت أسوار البلدات الرومانية في أسوار البلدات اللاحقة في لينتس وسانت بولتن وفيلز، تشكل بلدة لوفاروم الرومانية أساس معظم الألتشادت (بالألمانية: Altstadt، أي المدينة القديمة). في القرن الرابع، أعاد الإمبراطور الروماني فالنتين الأول تنظيم الدفاعات الرومانية على طول نهر الدانوب من خلال بناء سلسلة من أبراج الحراسة أو ما يُعرف بالبورغي، التي كانت تُبنى في تحصينات سابقة. تُميز الآن بأن البرج على شكل حصن في ماوتيرن روماني وليس قروسطي. يوجد أيضًا أبراج رومانية متصلة بالأسوار في تيرسماويه وتولن.

### بلدات بسياج دفاعي بيضاوي
صُور هذا النوع من البلدات بأفضل شكل في رسم من القرن السابع عشر لجورج ماتهاوس فيشر من شوانيشتادت في النمسا العليا. يُظهر البلدة وفيها سوق طويل مستطيل وفي نهايات البلدة توجد أبراج البوابات الحجرية الموضوعة على ضفة ترابية مجهزة بسياج. تُعد أمشتيتن في النمسا الدنيا مشابهة جدًا ونجت بعض الضفاف الترابية، ولكن بدلًا من وجود سوق مستطيل الشكل، يوجد سوق ذو شكل مغزلي. في النمسا العليا وتيرول، يمكن أن يُعزا هذا الشكل من النمط الخارجي إلى المستوطنين البافاريين الأوائل الذين بدؤوا بتأسيس أنفسهم في القرن السابع. توجد أمثلة أخرى على تلك البلدات مثل براوناو وهول والتي عُدلت من خلال بناء القلاع اللاحقة. في ظل حكم شارليمان، انتقل البارفاريون نحو الشرق إلى الدانوب والمجر المعاصرة. يُعد شكل الدفاعات الأصلية لكرونيبورغ، إلى شمال فيينا، بيضوي الشكل تقريبًا ويسبق شكل شبكة الشارع والتي تعود إلى عام 1298. يوجد في كل من شوانينشتادت وزيرستدورف مقابر جرمانية كبيرة ومهمة استُكشفت حديثًا، ويُقال إنها مستوطنات مبكرة.

### البلدات المسوّرة المبكرة
من القرن العاشر، وبعد هزيمة المجريين في معركة ليشفيلد عام 955، بدأ البافاريون بتأسيس أنفسهم حول ميلك وهورزينبورغ في النمسا الدنيا فيما يُطلق عليه كيرنلاند. في عام 976، أصبح ليوبولد الأول من بابنبيرغ أول مارجيف لأوستمارك التابعة للإمبراطورية الرومانية المقدسة وأحدث أول إشارة إلى الأوستاريشي عام 996 وهو ما أعطى النمسا اسمها. وسع ليوبولد وابنه هنري الأول وحفيده أدالبيرت منطقتهم إلى وينيروالد في الشرق حتى الحدود المجرية. في ظل حكم بانينبرغ، شهد إرنست الشجاع (1055-1075) ظهور كوينرينغر وهي عائلة من المسؤولين الإمبراطوريين أو الوزراء الذين لعبوا دورًا مهمًا في استعمار والدفيرتل. عملت عائلة كوينرينغر بقرب مع ليوبولد الثاني (1075-1095) الذي نقل سكنه الأساسي من ميلك إلى غارز آم كامب. يبدو أن أول بناء منتشر للأسوار الحجرية بدأ في القرن الثاني العاشر أو في بدايات القرن الثالث عشر. أسس الكوينرينغر خمس بلدات دورنشتاين وزفيتل وويترا ووايدهوفين آن دير ثاير وزيستيرسدوف، نجت البلدات الأربع الأولى حتى اليوم لتكون أمثلة على الحفظ المثالي للبلدات المسوّرة. حكم الكورنينغر بلدة ليتشاو من 1237 حتى 1297 وقد يكونون المسؤولين عن الأسوار التي تحيط بالبلدة.

### البلدات الناتئة
تأخذ هذه البلدات المسوّرة شكلين، إما سورًا عبر العنق الضيق للانحناء المتعرج للنهر، أو بلدة مسوّرة على حافز مرتفع من الأرض عند نقطة تداخل نهر بنهر آخر بزاوية حادة. تميل المدن من كلا النوعين إلى أن تكون أكثر شيوعًا في جمهورية التشيك من النمسا، وتُعد تشيسكي كروملوف على نهر أولتافا مثالًا كلاسيكيًا للنوع الأول. تُعد ليوبين مثالًا آخر ولكنها مدينة مستطيلة بوجود مخطط الشبكة الذي يُوضع عبر منحنى النهر. هناك أمثلة على الحصون الناتئة بين نهرين في دورسندورف على نهر ثايا، بالقرب من الحدود البوهيمية والتي تملك شكلًا ناتئًا نموذجيًا، ما يشير إلى أنها من أصل سلافي. تُعد غودينرغ على نهر ستايرا مثالًا آخر على هذا النوع من المدينة المسوّرة.

### البلدات التجارية الحدودية المستطيلة
هذه البلدات عبارة عن مجموعة صغيرة أنشئت لتسهيل التجارة على الحدود الموجودة للإمبراطورية الرومانية المقدسة أو بين الماراجريف لأقاليمها. تُعد هذه البلدات مستطيلة الشكل، وتغطي مساحة أكبر من البلدات المسورة المبكرة.
من الأمثلة على هذه البلدات فينر نويشتات، إحدى أقدم المدن في النمسا الحالية التي مُنحت شتادتريشت، وهي بلدة جديدة وُضعت بعد 1192 من قبل دوق بانبيرغ ليوبولد الخامس النمساوي، بعد استحواذه على دوقية ستيريا. دفع بالفضة عام 1194 من فدية ريتشارد ليونهارت لتمويل بناء الأسوار. تُعد دفاعات فينر نويشتاد مستطيلة الشكل، بقياس 600 × 680 متر. مُنحت ميثاقًا عام 1210، تقع البلدة على الحدود التاريخية بين دوقية ستيريا والمملكة المجرية.
من الأمثلة أخرى فرايشتات، في النمسا العليا، التي كانت على الحدود مع بوهيميا، ريتز ولا آن دير ثايا في النمسا الدنيا، والتي كانت على الحدود مع مورافيا. أنشئت مارشيغ، التي كانت على الحدود مع كل من مورافيا والمجر، من قبل الملك البوهيمي أوتاكار الثاني، ولكن عندما هزم وقتل عام 1268 من قبل الدوق رودولف في معركة دورنكروت، استمرت المدينة في التخطيط وسوّرها الأرشيدوق. غطت البلدة أكبر منطقة في أي مدن مبكرة، لكن مارشيغ لم تكن ناجحة. حتى اليوم لم تُبن مساحة كبيرة من المدينة المغلقة. داخل المملكة المجرية وخاصة سلوفاكيا الحالية، بُنيت المدن التجارية المتبادلة مثل ترنافا.